# Vyans-le-Val
Vyans-le-Val est une commune française située dans le département de la Haute-Saône, la région culturelle et historique de Franche-Comté et la région administrative Bourgogne-Franche-Comté.

## Géographie

### Climat
Pour des articles plus généraux, voir Climat de la Bourgogne-Franche-Comté et Climat de la Haute-Saône.
En 2010, le climat de la commune est de type climat de montagne, selon une étude du Centre national de la recherche scientifique s'appuyant sur une série de données couvrant la période 1971-2000. En 2020, Météo-France publie une typologie des climats de la France métropolitaine dans laquelle la commune est exposée à un climat semi-continental et est dans une zone de transition entre les régions climatiques « Lorraine, plateau de Langres, Morvan » et « Jura ». 
Pour la période 1971-2000, la température annuelle moyenne est de 9,7 °C, avec une amplitude thermique annuelle de 17,4 °C. Le cumul annuel moyen de précipitations est de 1 302 mm, avec 13,5 jours de précipitations en janvier et 10,7 jours en juillet. Pour la période 1991-2020, la température moyenne annuelle observée sur la station météorologique de Météo-France la plus proche, « Dorans », sur la commune de Dorans à 7 km à vol d'oiseau, est de 10,9 °C et le cumul annuel moyen de précipitations est de 974,0 mm. 
La température maximale relevée sur cette station est de 38,1 °C, atteinte le 24 juillet 2019 ; la température minimale est de −16 °C, atteinte le 20 décembre 2009,,. 
Les paramètres climatiques de la commune ont été estimés pour le milieu du siècle (2041-2070) selon différents scénarios d'émission de gaz à effet de serre à partir des nouvelles projections climatiques de référence DRIAS-2020. Ils sont consultables sur un site dédié publié par Météo-France en novembre 2022.

## Urbanisme

### Typologie
Au 1er janvier 2024, Vyans-le-Val est catégorisée bourg rural, selon la nouvelle grille communale de densité à sept niveaux définie par l'Insee en 2022.
Elle est située hors unité urbaine. Par ailleurs la commune fait partie de l'aire d'attraction de Montbéliard, dont elle est une commune de la couronne,. Cette aire, qui regroupe 137 communes, est catégorisée dans les aires de 50 000 à moins de 200 000 habitants,.

### Occupation des sols
L'occupation des sols de la commune, telle qu'elle ressort de la base de données européenne d’occupation biophysique des sols Corine Land Cover (CLC), est marquée par l'importance des forêts et milieux semi-naturels (54,8 % en 2018), en diminution par rapport à 1990 (56,3 %). La répartition détaillée en 2018 est la suivante : 
forêts (54,8 %), zones agricoles hétérogènes (29,8 %), zones urbanisées (11,5 %), zones industrielles ou commerciales et réseaux de communication (3,9 %). L'évolution de l’occupation des sols de la commune et de ses infrastructures peut être observée sur les différentes représentations cartographiques du territoire : la carte de Cassini (XVIIIe siècle), la carte d'état-major (1820-1866) et les cartes ou photos aériennes de l'IGN pour la période actuelle (1950 à aujourd'hui).

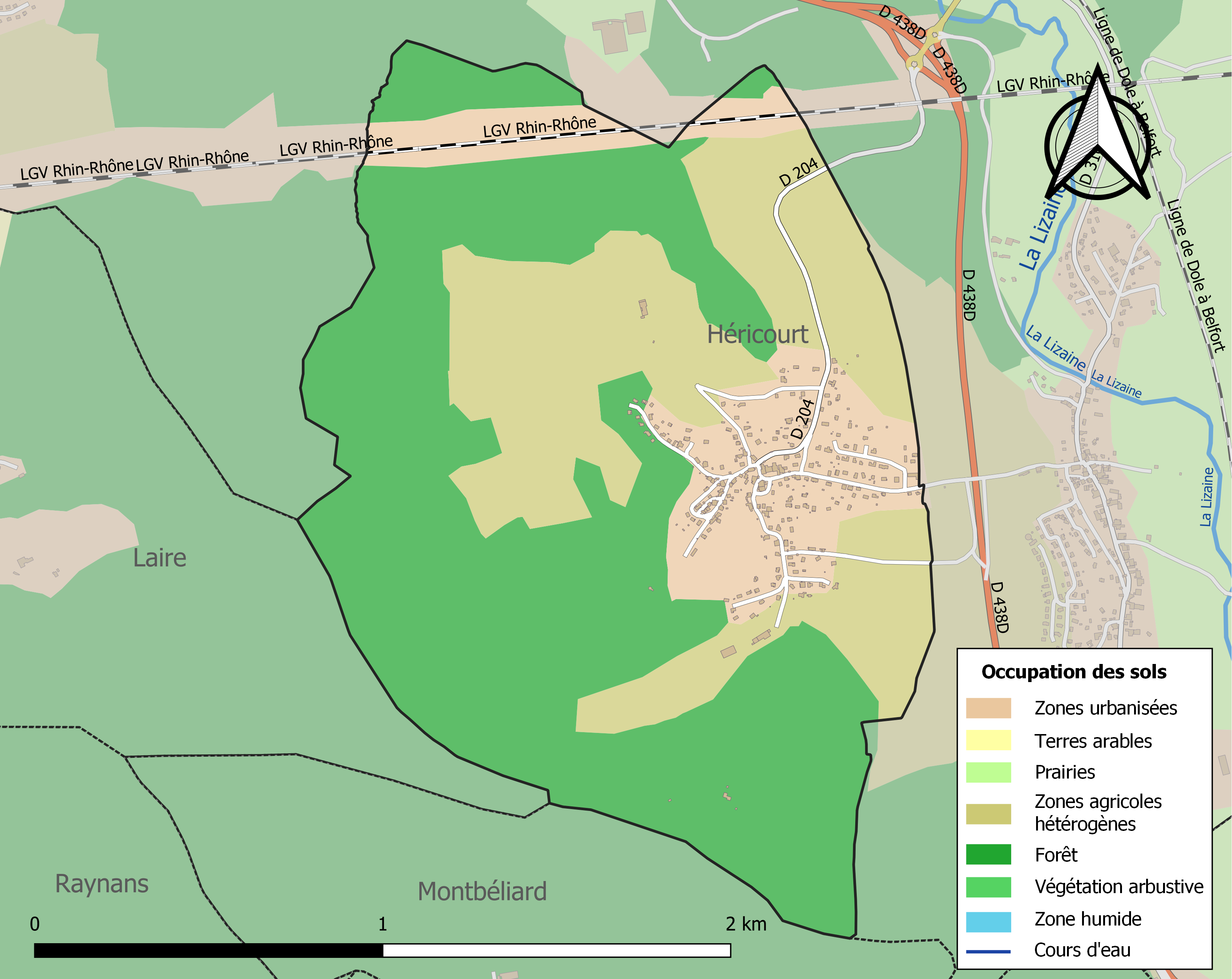
Carte des infrastructures et de l'occupation des sols de la commune en 2018 (CLC).

## Histoire
Vyans-le-Val fut réuni à la France le 10 octobre 1793 et intégré au département de la Haute-Saône.

## Politique et administration

Carte départementale représentant en rouge la communauté de communes du Pays d'Héricourt.

### Rattachements administratifs et électoraux
Vyans-le-Val fait partie de l'arrondissement de Lure du département de la Haute-Saône, en région Bourgogne-Franche-Comté. Pour l'élection des députés, elle dépend de la deuxième circonscription de la Haute-Saône
La commune était historiquement rattachée depuis la Révolution française au canton d'Héricourt. Celui-ci a été scindé en 1985 et la commune rattachée au canton de Héricourt-Ouest. Dans le cadre du redécoupage cantonal de 2014 en France, la commune fait désormais partie du Canton d'Héricourt-2

### Intercommunalité
La commune est membre de la communauté de communes du Pays d'Héricourt, intercommunalité créée au 1er janvier 2001

### Liste des maires

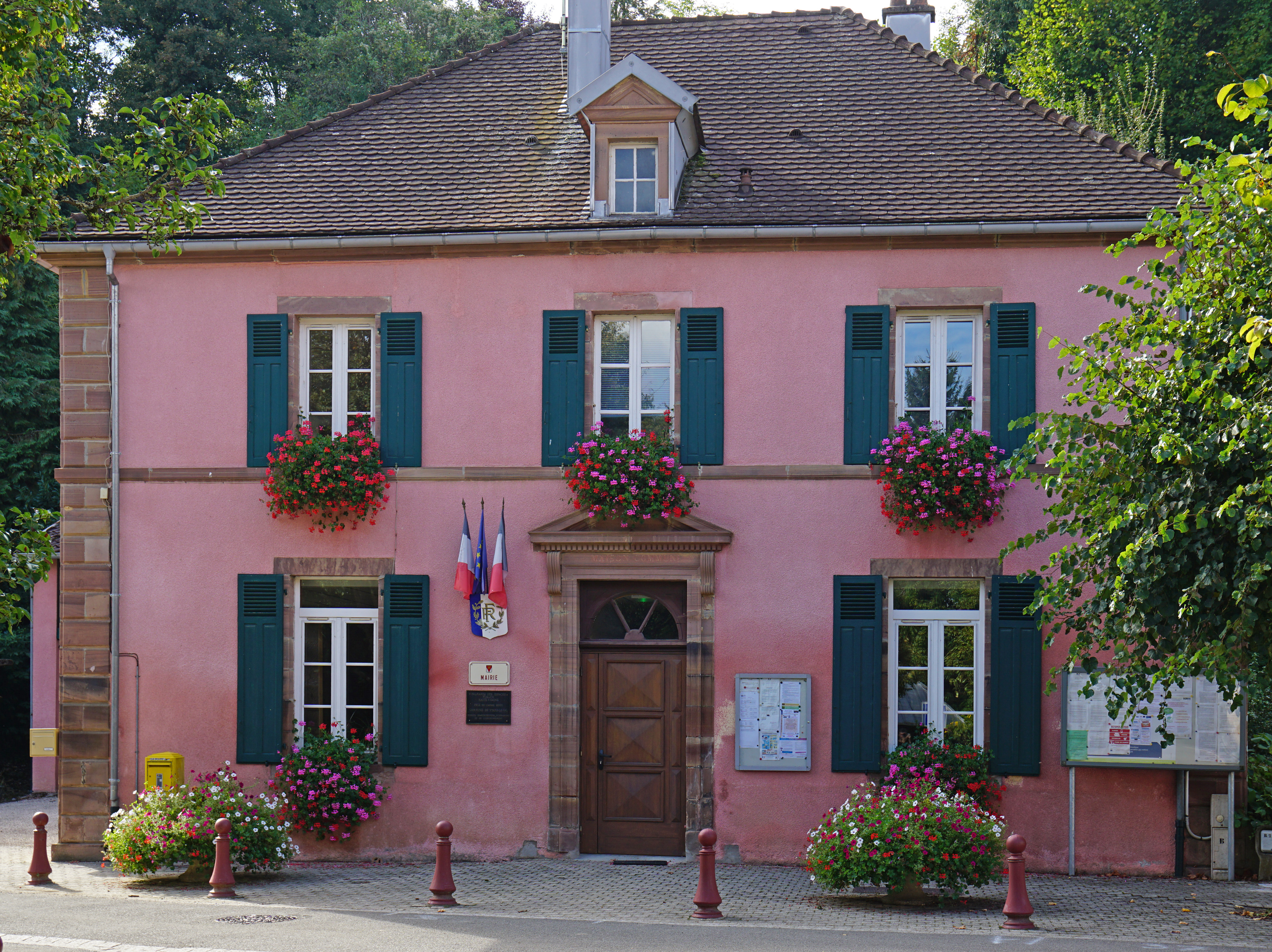
La mairie.

| Période                                  | Période                   | Identité             | Étiquette | Qualité  |
| ---------------------------------------- | ------------------------- | -------------------- | --------- | -------- |
| Les données manquantes sont à compléter. |                           |                      |           |          |
| en 1971                                  |                           | Émile Gaudry         |           |          |
| 1977                                     | 2001                      | Édouard Skora        |           |          |
| mars 2001                                | mars 2008                 | Henri Lab            |           |          |
| mars 2008                                | mai 2020                  | Jean-François Nardin |           | Retraité |
| mai 2020                                 | En cours (au 25 mai 2020) | Yves Ligier          |           |          |

## Démographie
L'évolution du nombre d'habitants est connue à travers les recensements de la population effectués dans la commune depuis 1793. Pour les communes de moins de 10 000 habitants, une enquête de recensement portant sur toute la population est réalisée tous les cinq ans, les populations de référence des années intermédiaires étant quant à elles estimées par interpolation ou extrapolation. Pour la commune, le premier recensement exhaustif entrant dans le cadre du nouveau dispositif a été réalisé en 2004.

En 2022, la commune comptait 417 habitants, en évolution de −10,52 % par rapport à 2016 (Haute-Saône : −1,4 %, France hors Mayotte : +2,11 %).
| 1793 | 1800 | 1806 | 1821 | 1831 | 1836 | 1841 | 1846 | 1851 |
| ---- | ---- | ---- | ---- | ---- | ---- | ---- | ---- | ---- |
| 124  | 130  | 149  | 183  | 215  | 214  | 216  | 219  | 212  |

| 1856 | 1861 | 1866 | 1872 | 1876 | 1881 | 1886 | 1891 | 1896 |
| ---- | ---- | ---- | ---- | ---- | ---- | ---- | ---- | ---- |
| 228  | 213  | 217  | 186  | 199  | 197  | 192  | 197  | 187  |

| 1901 | 1906 | 1911 | 1921 | 1926 | 1931 | 1936 | 1946 | 1954 |
| ---- | ---- | ---- | ---- | ---- | ---- | ---- | ---- | ---- |
| 172  | 154  | 140  | 137  | 140  | 140  | 144  | 143  | 156  |

| 1962 | 1968 | 1975 | 1982 | 1990 | 1999 | 2004 | 2006 | 2009 |
| ---- | ---- | ---- | ---- | ---- | ---- | ---- | ---- | ---- |
| 164  | 239  | 311  | 384  | 400  | 419  | 424  | 445  | 424  |

| 2014 | 2019 | 2022 | - | - | - | - | - | - |
| ---- | ---- | ---- | - | - | - | - | - | - |
| 461  | 428  | 417  | - | - | - | - | - | - |

## Culture locale et patrimoine

### Lieux et monuments
- Le temple protestant et son clocher comtois.
- Un monument aux morts de la guerre de 1870 et un autre monument aux morts surmonté d'un coq.
- La fontaine-lavoir.

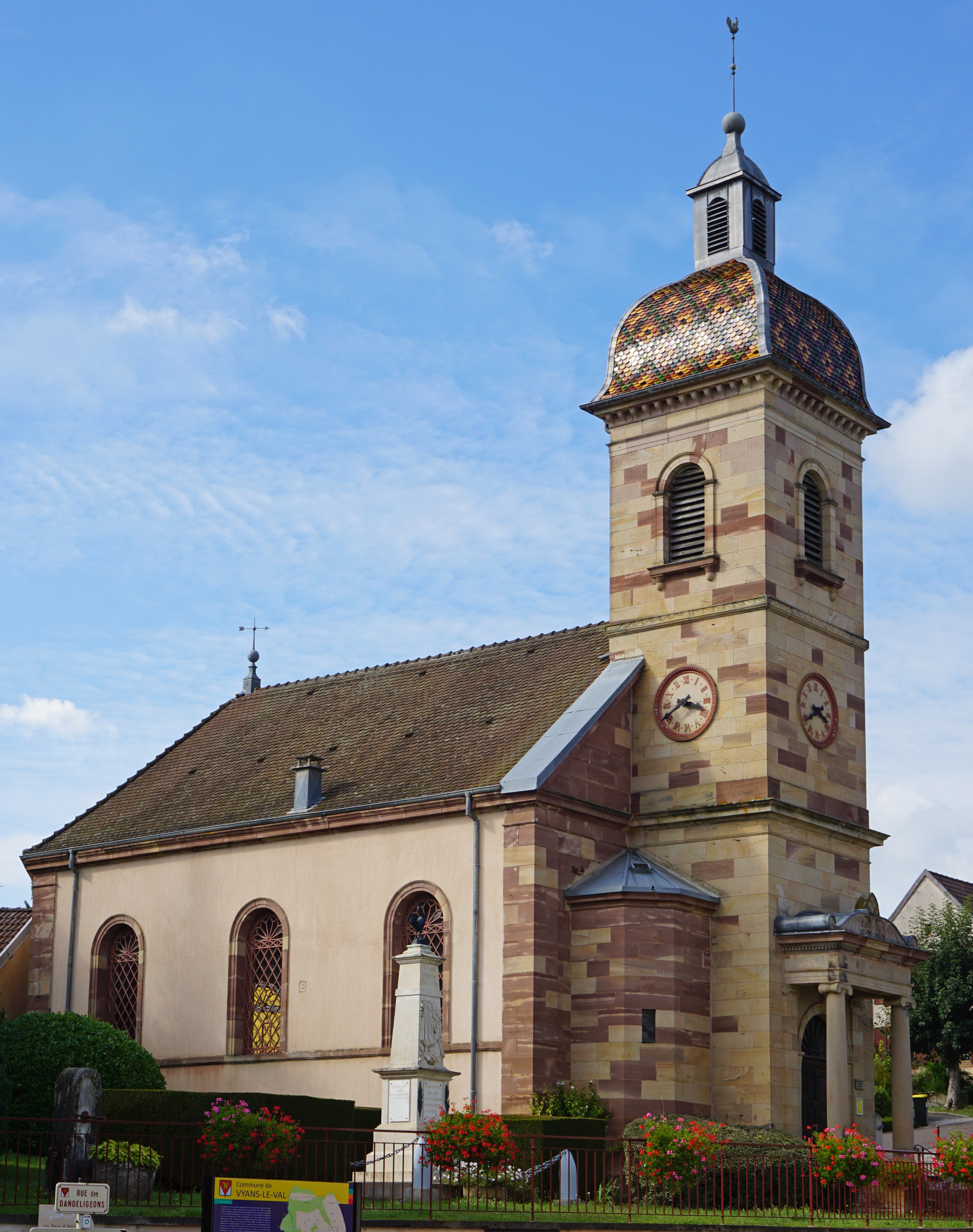
Temple protestant.
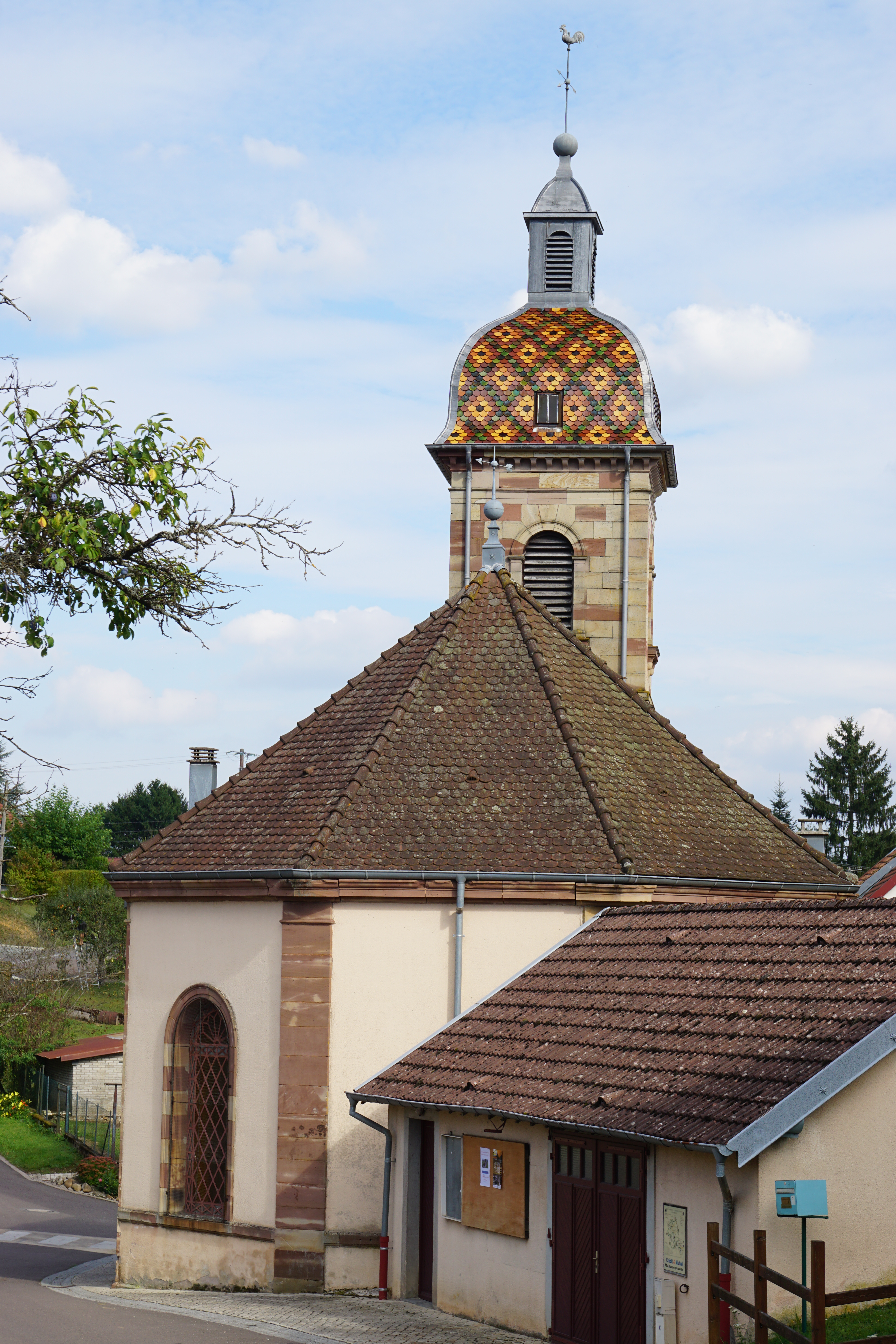
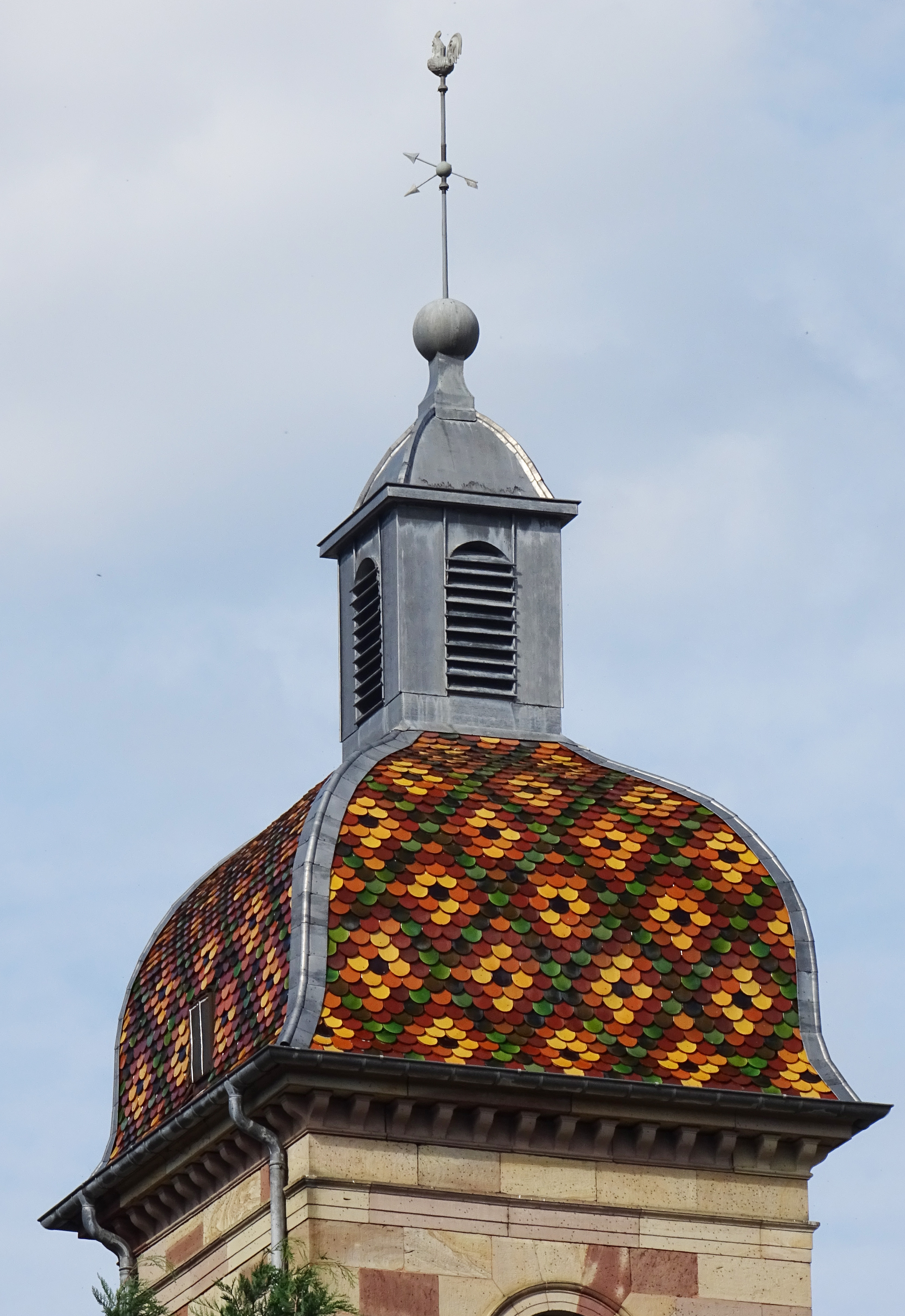
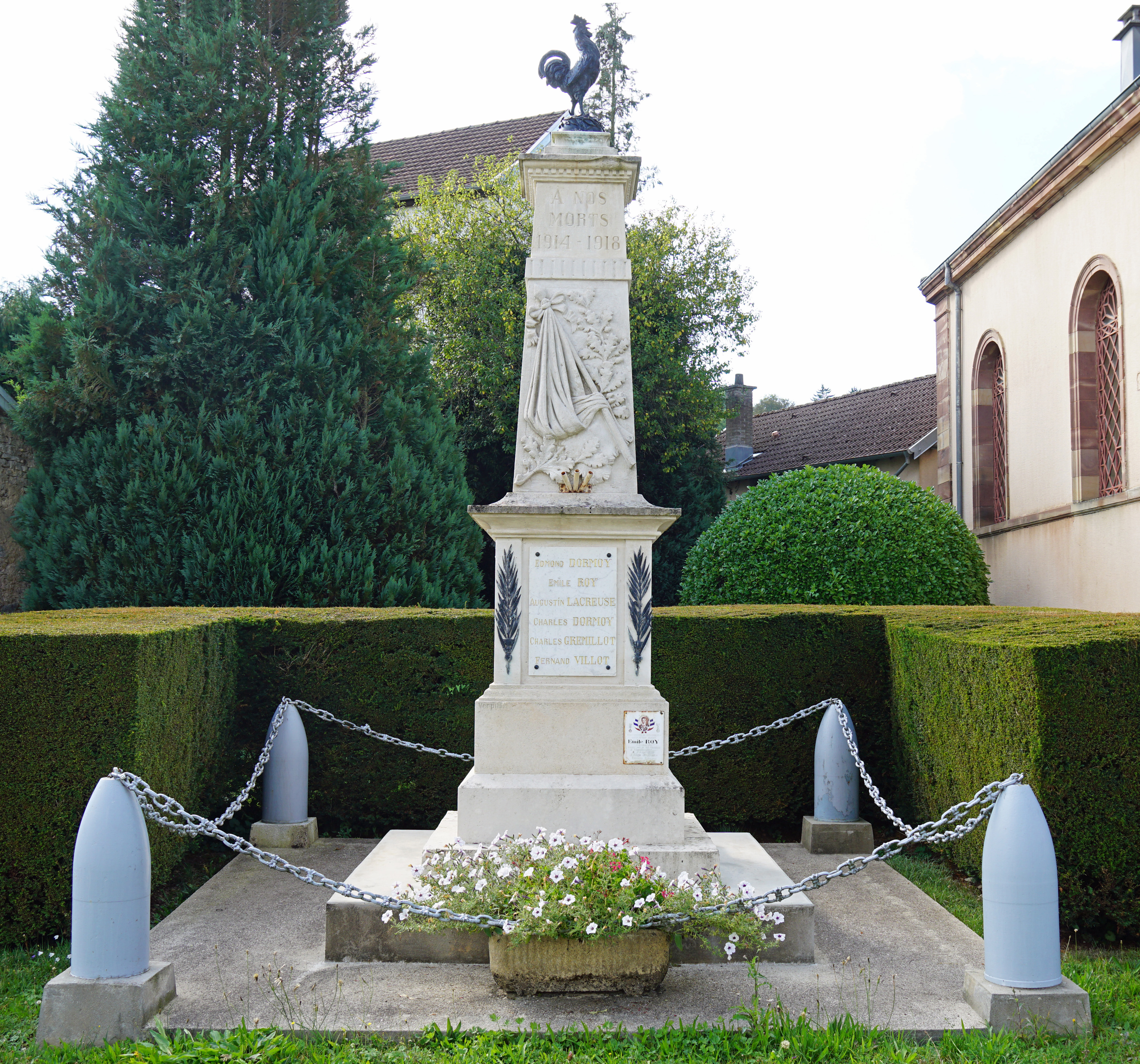
Monument aux morts avec coq.
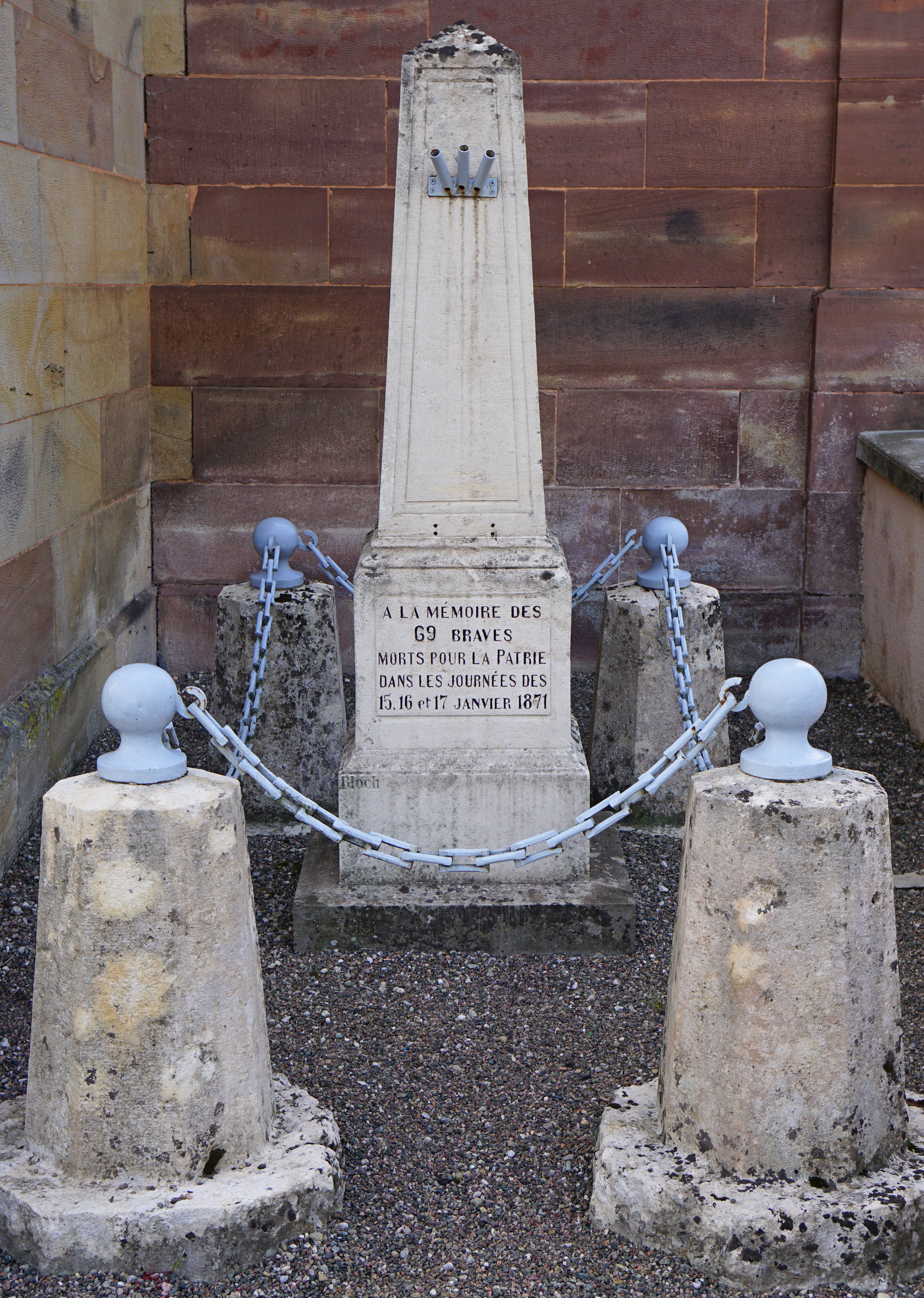
Monument de la guerre de 1870.
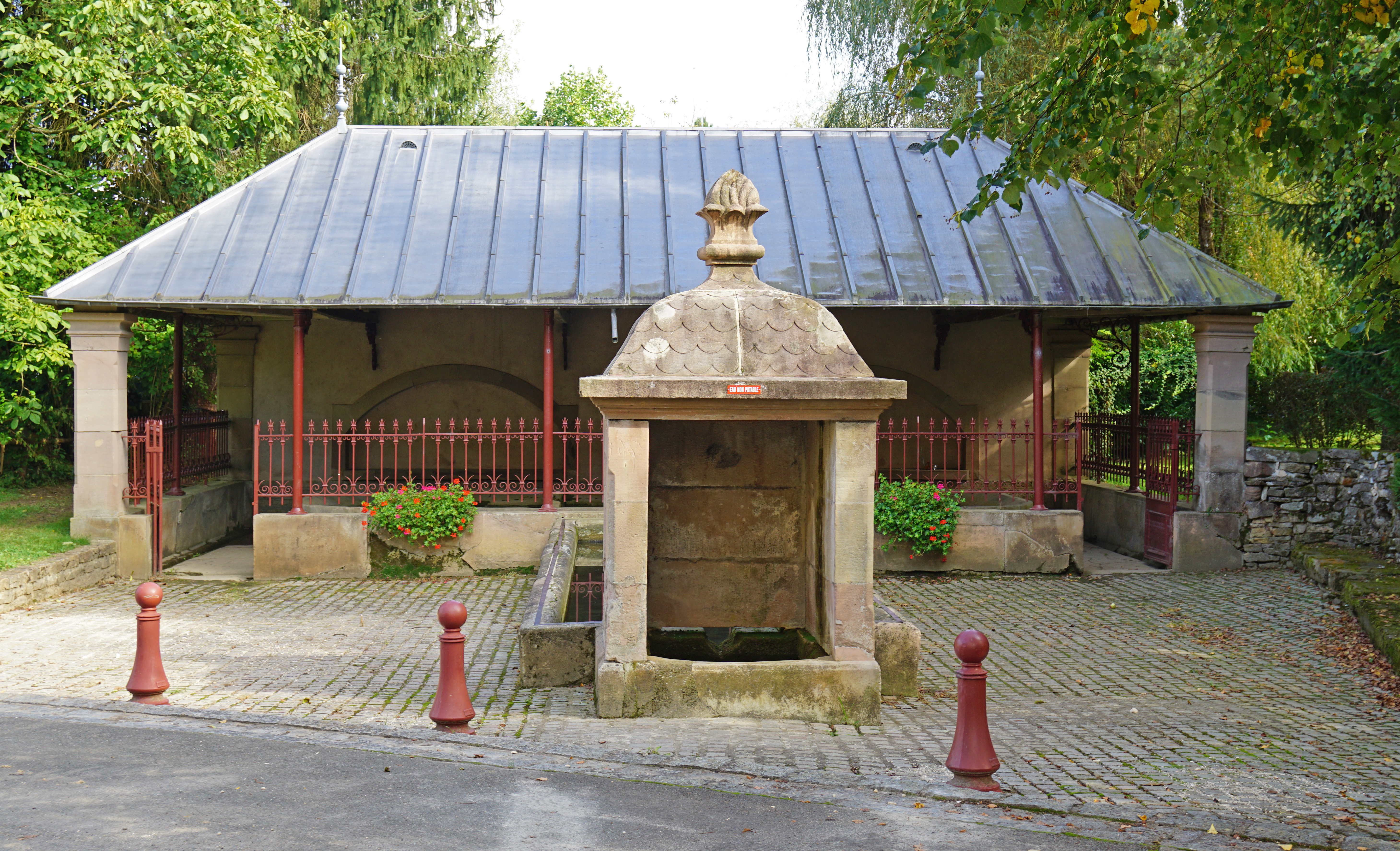
La Fontaine-lavoir.
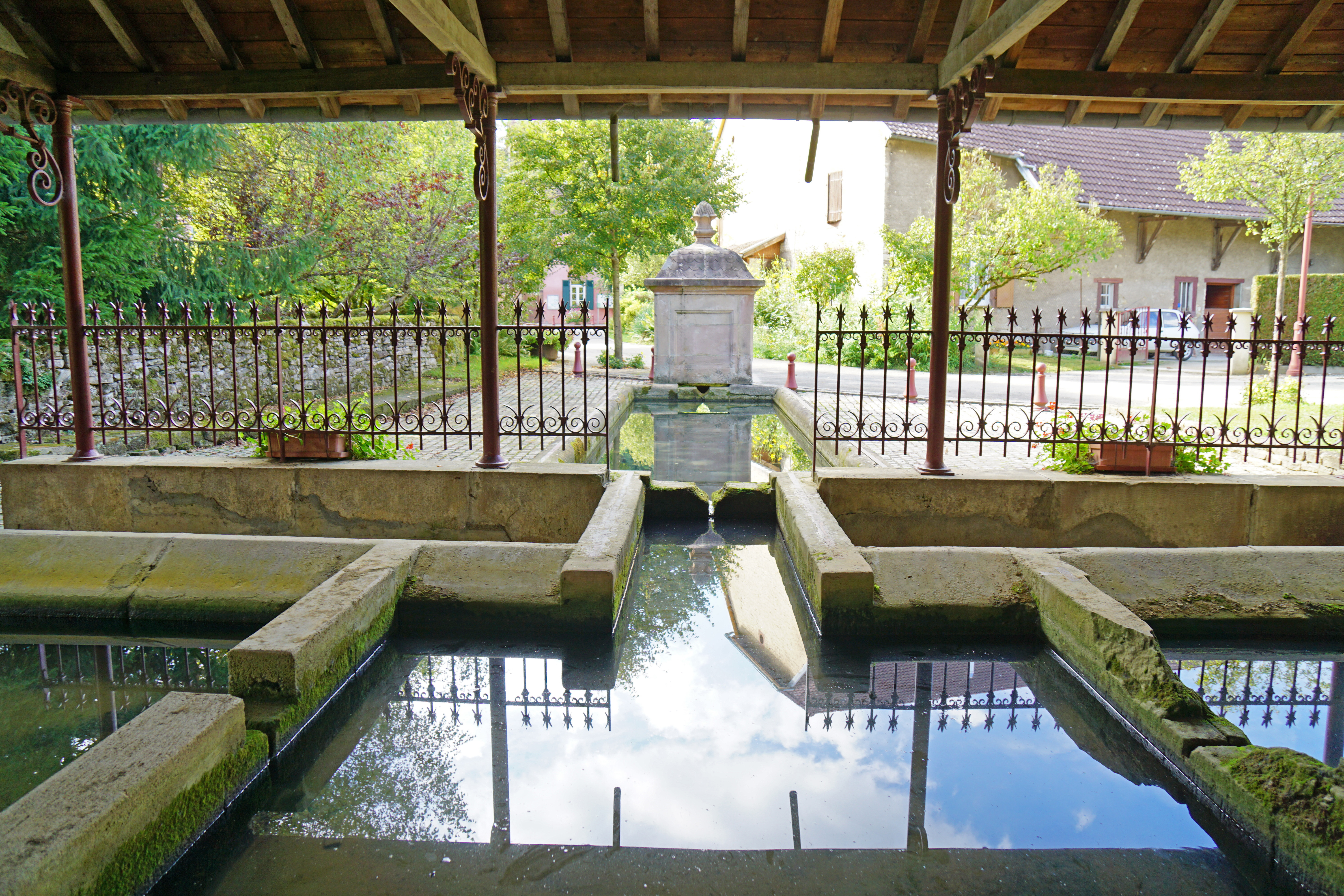
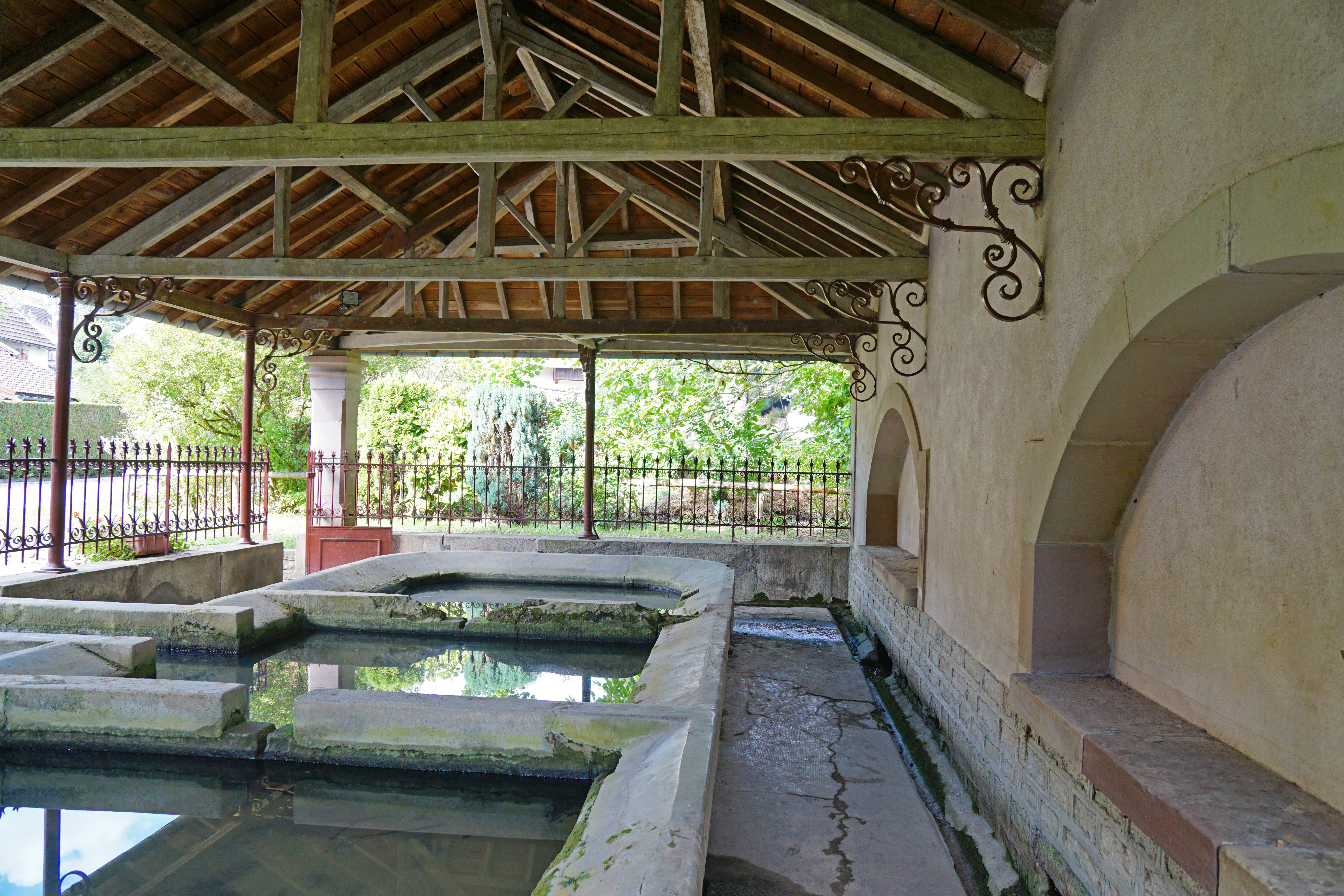

### Personnalités liées à la commune
Marie-Francoise Pepier[Qui ?] [pourquoi ?] [réf. nécessaire].

### Héraldique
| Blason de Vyans-le-Val | Blason  | De gueules à deux bars adossés d'or ; chaussé abaissé d'argent. |
| Blason de Vyans-le-Val | Détails | Le statut officiel du blason reste à déterminer.                |